# Международен ден на горите
Международният ден на горите (на английски: International Day of Forests; на испански: Día Internacional de los Bosques; на френски: Journée internationale des forêts) е обявен от Общото събрание на ООН през 2012 г. да се празнува на 21 март.
Държавите членки на ООН се насърчават да честват Международния ден на горите като организират местни, национални и международни активности, включващи горите, напр. кампании за засаждане на дървета.
Международният ден на горите е отбелязан за първи път на 21 март 2013 г.

## Чествания
От 2014 г. Международният ден на горите преминава под определено мото:
- 2014 г. – „Моята гора | Нашето бъдеще“
- 2015 г. – „Гори | Климат | Промяна“
- 2016 г. – „Гори и води“
- 2017 г. – „Гори и енергия“
- 2018 г. – „Гори и устойчиви градове“
- 2019 г. – „Гори и образование“
- 2020 г. – „Гори и биоразнообразие: Твърде ценни, за да ги загубим“
- 2021 г. – „Възстановяване на горите: път към изход от кризата и благополучие“